# Szymon Szurmiej

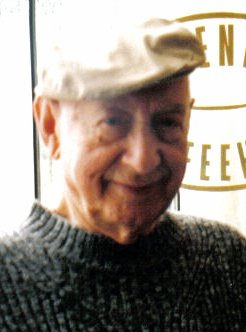
Szymon Szurmiej

Szymon Szurmiej (* 18. Juni 1923 in Łuck; † 16. Juli 2014 in Warschau) war ein polnischer Schauspieler, Regisseur und ab 1969 Leiter des Jüdischen Esther-Rachel-und-Ida-Kamiński-Theaters in Warschau.

## Leben und Karriere

### Jugend und Anfänge
Szurmiej wurde in Łuck in Wolhynien geboren. Sein Vater, Jan Szurmiej, war Pole, während seine Mutter, Ryfka, geborene Biterman, Jüdin war. Während des Zweiten Weltkriegs wurde er nach 1941 in ein Arbeitslager in Kolyma und nach drei Jahren nach Jambul (Dschambul) in Kasachstan geschickt. Während seines Exils sammelte er seine ersten Bühnenerfahrungen und spielte unter anderem am Theater in Alma-Ata, wo er die Schauspielschule absolvierte. Ab 1946 lebte er in Breslau; dort begann er 1951 seine Regiekarriere als Assistent der Regisseurin Maryna Broniewska und im Folgejahr seine Laufbahn als Schauspieler der Rolle des Invaliden in Krystyna Berwińskas Stück Proces (in der Regie von Jakub Rotbaum) am Polnischen Theater begann Als erste eigenständige Regiearbeit leitete er 1953 am Teatr Współczesny eine Aufführung von Aleksander Korniejczuks Stück Chirurg.

### Landestheater von Opole

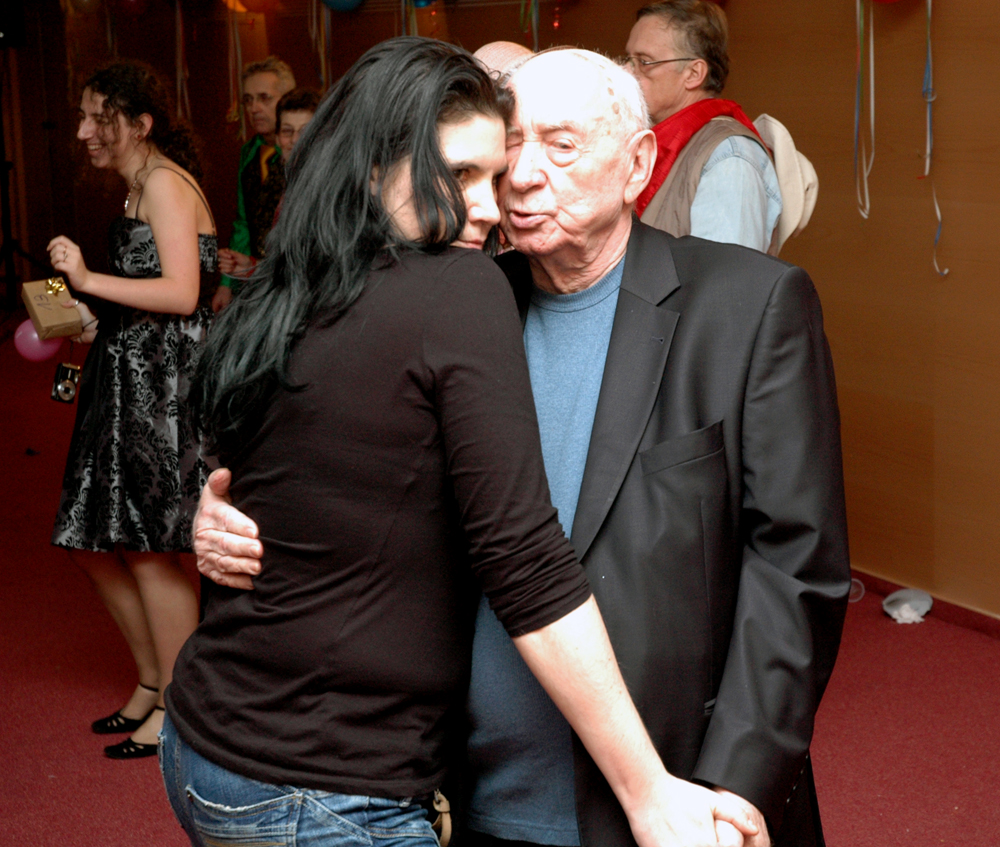
Szymon Szurmiej im März 2009

Von 1955 bis 1956 wirkte er als künstlerischer Leiter und Direktor, Schauspieler und Regisseur am Landestheater von Opole. In den Folgejahren arbeitete er als Regisseur u. a. am Teatr Powszechny. 1966 erhielt er ein Diplom als Regisseur. 1967 wurde er Regisseur am Jüdischen Theater in Warschau und leitete dort u. a. die Aufführungen von Perec Hirszbejns Córki kowala (1968) und Jakub Gordins Bóg, człowiek i diabeł (1969). 1969 zog er nach Warschau und wurde ab dem 1. September 1969 Direktor des Theaters, das er bis zu seinem Tod leitete. Zu diesem Zeitpunkt richtete er im Theater ein Schauspielstudio ein, aus dem die nach den Ereignissen vom März 1968 aufgelöste Schauspielgruppe ergänzt wurde. Dadurch rettete er das Theater vor dem Zusammenbruch und der Schließung. Am 27. April 1971 übernahm er nach dem verstorbenen Chewel Buzgan die Position des künstlerischen Leiters des Theaters.
Während seiner Leitung produzierte das Jüdische Theater etwa sechzig Uraufführungen von Stücken Perec Hirszbejns, Scholem Alejchems, Jakub Rotbaums, Isaak Babels, Andrzej Witkowskis, Ryszard Marek Grońskis, Waldemar Krygiers, Julian Tuwims und Jizchak Katzenelsons, Małgorzata Sikorska-Miszczuks, Paweł Binkes und anderer. Am 9. November 2012 fand die letzte Premiere in Szurmiejs Inszenierung und Regie, "Noc całego życia" statt. Daneben trat Szurmiej in zahlreichen Filmen als Schauspieler auf und arbeitete für das Fernsehen und Radio. 

### Privates
Szymon Szurmiej war das Oberhaupt einer Schauspielerfamilie mit mehreren Generationen. Seine erste Frau war eine russische Tänzerin und Choreografin, Aida Shashkin, die er in der Sowjetunion kennen gelernt hatte. Diese Ehe endete mit einer Scheidung. Seine letzte Frau war die Schauspielerin des Jüdischen Theaters Golda Tencer, mit der er einen Sohn hatte, Dawid Szurmiej. Aus früheren Ehen hatte er drei Kinder: Jan, Lena und Małgorzata. Seine Enkelkinder sind die Schauspieler Joanna Szurmiej-Rzączyńska und Jakub Szurmiej.

## Auszeichnungen

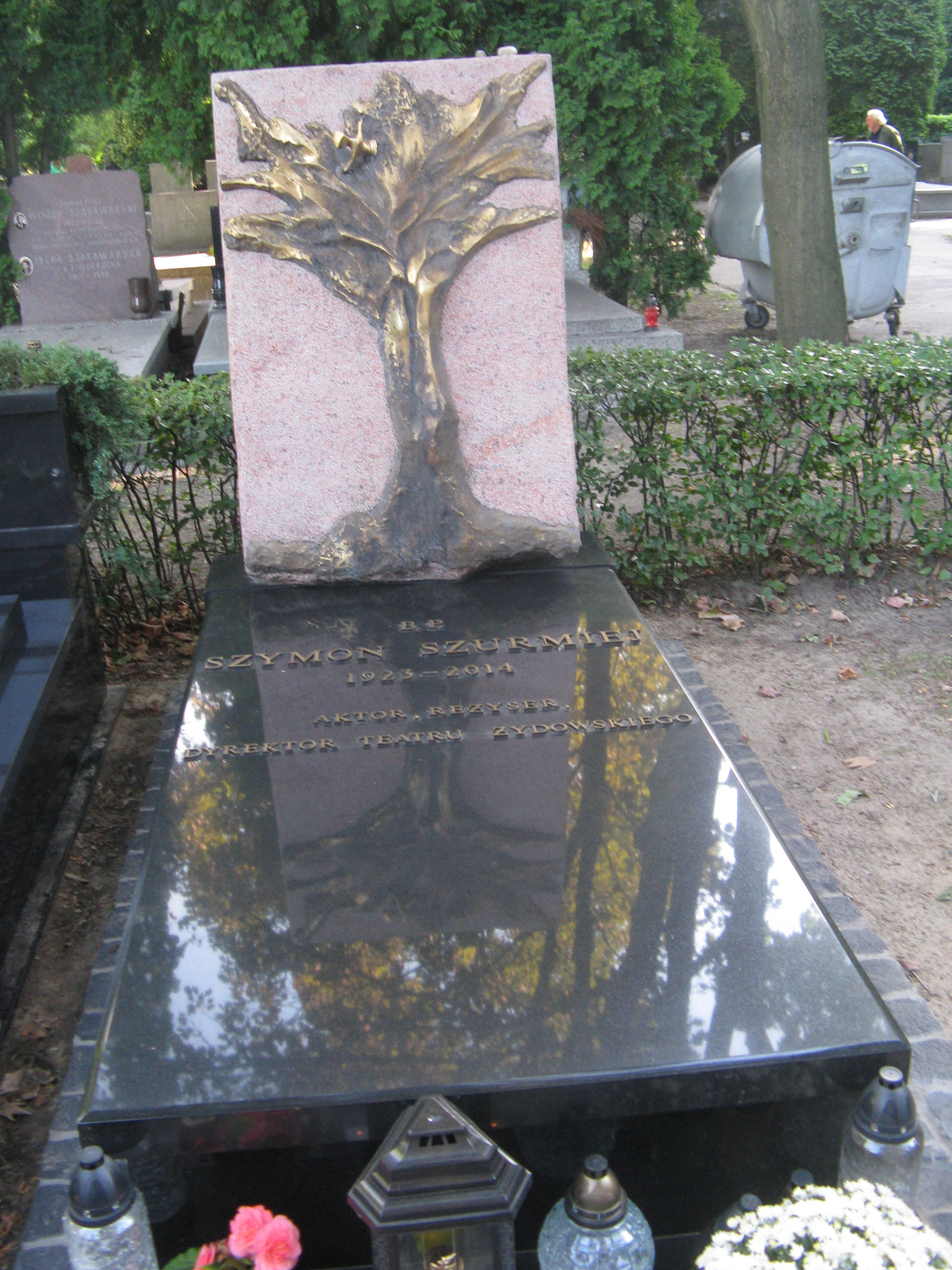
Grab auf dem Powązki-Militärfriedhof

Für sein Wirken erhielt er zahlreiche Auszeichnungen, darunter das Goldene Verdienstkreuz der Republik Polen (1973), das Ritter-, Offiziers- und Großkreuz des Ordens Polonia Restituta (1976, 1979, 2002), das Große Bundesverdienstkreuz (2003) und die Goldene Gloria-Artis-Medaille für kulturelle Verdienste (2005). Salomon An-skis Der Dybbuk wurde in seiner Regie im Oktober 1987 als Hörspiel des Monats gewählt.

## Filmografie
- 1969: Wniebowstapienie
- 1972: Wie fern, wie nah...
- 1973: Das Sanatorium zur Todesanzeige
- 1974: Janosik
- 1974: Janosik - Held der Berge; Folge: Dobra cena (Fernsehserie)
- 1975: Moja wojna - moja milosc
- 1975: Doktor Judym
- 1975: Dyrektorzy (Fernsehserie)
  - Pelniacy obowiazki
  - Spadajaca gwiazda
- 1976: Das Licht auf dem Galgen
- 1976: Philipp, der Kleine
- 1977: Budapester Legende
- 1977: Smierc prezydenta
- 1977: Der Fall Gorgonowa (Sprawa Gorgonowej)
- 1978: Komediantn (Fernsehfilm)
- 1979: Shtern oyfn dakh (Fernsehfilm)
- 1979: Der Dibuk (Fernsehfilm)
- 1981: Pugowitza
- 1981: Milosc ci wszystko wybaczy
- 1982: Hotel Polan und seine Gäste (Fernsehserie)
- 1982: Austeria - Das Haus an der Grenze
- 1983: Pensja pani Latter
- 1983: Blisko, coraz blizej (Fernsehserie)
  - Jest dla kogo zyc. Rok 1863
  - Trwanie i przemoc. Rok 1884
  - Czcij ojca swego. Rok 1888
  - Wszystko dla syna. Rok 1905
- 1983: Zycie Kamila Kuranta; Folge 1.6 (Fernsehserie)
- 1985: Szalenstwa panny Ewy
- 1985: Mrzonka (Fernsehfilm)
- 1994: Zywot czlowieka rozbrojonego; Folge: Londynski czek (Fernsehserie)
- 1994: Wenn alle Deutschen schlafen (Fernsehfilm)
- 1998: Der Fotograf (Dokumentarfilm) (Sprecher)
- 2004: Lódz plynie dalej (Kurzfilm)

Für folgende Filme schrieb er auch das Drehbuch:
- 1978: Komediantn (Fernsehfilm) (Bearbeitung)
- 1979: Shtern oyfn dakh (Fernsehfilm)
- 1979: Der Dibuk (Fernsehfilm)

## Hörspiele
- 1987: Salomon An-ski: Shalom: Der Dybbuk (Bearbeitung (Wort), Sprecher und Regie) (Hörspielbearbeitung – WDR/Kol Israel/ORF)
  - Auszeichnung: Hörspiel des Monats Oktober 1987
- 1988: Perez Hirschbein: Shalom: Oif an sinnigen Weg (Bearbeitung (Wort), Sprecher: Hersz-Ber und Regie) (Mundarthörspiel – WDR/Kol Israel/ORF)
- 1988: Scholem Alejchem: Shalom: Tewje, der Milchiker (2 Teile) (Bearbeitung (Wort), Sprecher und Regie) (Hörspielbearbeitung – WDR/Kol Israel/ORF)